# Husassistenternes Fagskole
Husassistenternes Fagskole startades 1906 på Rosengården 14 i Köpenhamn, Danmark av Marie Christensen som Københavns Tjenestepigeskole för att undervisa unga flickor i husligt arbete. 1926 blev skolan en egen institution med byggnad på Fensmarksgade 65-67 i Köpenhamn. Namnet byttes till Husassistenternes Fagskole. Man undervisade teoretiskt som praktiskt i husligt arbete, med kurser för nybörjare, avancerade, blivande husmödrar, barntillsyn med mera. Skolan undervisade årligen omkring 400 elever, som kom från olika delar av Danmark, men också från Färöarna, Island och Norge.
Skolan stängdes 1972.

### Fotnoter
1. ↑  Dansk kvindebiografisk leksikon - Marie Christensen